# Hortense Aka-Anghui
Hortense Aka-Anghui, née le 18 décembre 1933 et morte le 30 septembre 2017, était une femme politique ivoirienne, ancienne ministre de la Promotion des femmes dans le gouvernement de la première république ivoirienne avec Félix Houphouët-Boigny. Elle a été maire de la commune de Port-Bouët dans l'agglomération d'Abidjan pendant 36 ans, détenant le record de longévité au poste de premier magistrat d'une commune en Côte d'Ivoire.

## Biographie
Née le 18 décembre 1933 à Agboville dans le Sud-est ivoirien, Hortense Houalamin Aka Anghui, née Dadié, est pharmacienne de profession et propriétaire d'une officine de pharmacie de 1961 à 2017. Elle participe à la vie politique de son pays comme présidente de l'Association des femmes ivoiriennes (AFI), pendant la période marquée par un parti unique en Côte d'Ivoire, étant également député et ministre de la Promotion de la Femme. Elle a quelquefois pu servir de modèle aux jeunes femmes intéressées par la politique. À partir de 1990, elle se consacre principalement à son mandat de maire de la commune de Port-Bouët. « Le maire est le magicien qui doit pouvoir intervenir partout et mettre toujours la main à la poche », confie-t-elle en 1998. « On ne comprendrait pas qu'il ne puisse pas résoudre les problèmes les plus cruciaux qui lui sont soumis »,,.
Mariée à Joseph Aka-Anghui, ingénieur agronome, Hortense Aka Anghui est mère de six enfants : Michel, Philippe, Olivier, Serge, Stéphane et Évelyne.

## Vie politique
Femme politique active, Hortense Aka Anghui fut l'une des premières femmes à cumuler les fonctions de députée et de maire.
- 1980-2017 : Maire de la commune de Port-Bouët
- 1984-1991 : Présidente de l'Association des femmes ivoiriennes (AFI)
- 1965-1990 : Députée de la commune de Port-Bouët à l'Assemblée nationale de Côte d'Ivoire, et vice-présidente de cette institution
- 1986-1990 : Ministre de la Promotion de la femme[5]
- Membre du comité central et du bureau politique du PDCI-RDA

## Vie associative et communautaire
- 1984-1991 : Présidente de l'Association des femmes ivoiriennes (AFI)
- 1980-2017 : Présidente  de l’Association nationale d'aide à l'enfance en danger (ANAED)
- Vice-présidente de l’Union des villes et communes de Côte d'Ivoire (UVICOCI), structure de liaison des communes de la Côte d'Ivoire.
- Membre de l'association pour l’aménagement de la commune de Port-Bouët (AMCAV Port-Bouët)
- Membre fondateur de METROPLIS, du « programme de développement municipal » (PDM – Module de l’Afrique de l’Ouest)

## Parcours scolaire
- Études primaires : École Notre-Dame-des-Apôtres d'Abidjan[6]
- Études primaires : École Saint-Joseph de Cluny de Saint-Louis (nord) au Sénégal
- Études secondaires : au lycée de jeunes filles de Béziers en France[6].
- Études universitaires : Faculté de pharmacie de l'université de Paris pour y obtenir en 1961 un doctorat d'État en pharmacie